# Pułk Najjaśniejszego Królewicza
Pułk Najjaśniejszego Królewicza - oddział jazdy Armii Koronnej.

## Formowanie i zmiany organizacyjne
Uchwalony na sejmie 1717 roku komput wojska koronnego przewidywał pozostawienie pułku Najjaśniejszego Królewicza w składzie czterech chorągwi husarskich i 23 pancernych. Faktycznie kwatery różnych pułków przeplatały się nawzajem i były względem siebie w znacznej odległości. Nie zorganizowano sztabu pułku. Struktura pułkowa była zatem czysto formalna, a rzeczywistymi dowódcami pułków byli porucznicy chorągwi pułkowniczych.

## Struktura organizacyjna
Struktura organizacyjna z 1699 roku:
husaria
- jedna chorągiew 150 koni
- jedna chorągwiew 100 koni
- jedna chorągwiew 80 koni

pancerni
- cztery chorągwie po 100 koni
- jedna chorągiew  80 koni

Razem w pułku: 8 chorągwi ; 810 koni
Struktura organizacyjna z 1717 roku:
- 4 chorągwie husarskie - 245 „głów”
- 23 chorągwie pancerne - 980 „głów”